# Magnolia bankardiorum
Magnolia bankardiorum este o specie de plante din genul Magnolia, familia Magnoliaceae, descrisă de Michael O. Dillon și Sánchez Vega. Conform Catalogue of Life specia Magnolia bankardiorum nu are subspecii cunoscute.